# 成都縣
成都縣，中国旧县名，位于今成都市区西北部，与同城而治逾千年的华阳县共为成都府的附郭县，构成了现在的成都市区。得名于战国中期，初设县于周慎靓王五年（公元前316年）司马错伐蜀后，长期为蜀郡、益州、成都府、成都府路、成都路郡治、州治、府治、路治，于1952年撤销。

## 歷史沿革
战国时期，古蜀国开明朝第九位君主开明尚迁都至成都，周慎靓王五年（前316年）司马错灭蜀后于成都建县，封公子通为蜀侯，于成都置蜀郡，以张若守。西汉时分置广都县，隶蜀郡。更始二年（24年）公孙述于成都自立蜀王。兴平初年，益州牧刘焉自绵竹徙治成都，后其子刘璋以成都降刘备，建安二十六年（221年），刘备于成都称帝，建立蜀汉。
西晋太康十年（289年）改置为成都国，封司马颖为成都王。光熙元年（306年）李雄于成都自立，建立成汉，永和三年（347年）东晋桓温攻破成都，平之。咸安二年（374年）前秦苻坚派邓羌、杨安等伐蜀并攻占成都，太元八年（383年）东晋收复。晋安帝时分置怀宁郡、始康郡，又分广都地置宁蜀郡。宋元嘉十年（433年）又立宋兴郡、宋宁郡。梁徙始康郡于新都，承圣元年（552年）武陵王萧纪于成都称帝，兵败被杀。西魏废帝二年（553年）入魏，而后北周置总管府并废宋兴、宋宁、怀宁三郡入蜀郡，又废宁蜀郡广都县。隋开皇初年，州郡俱废，后省新繁、兴乐（原新都）二县入成都县。
唐武德初年，复置新繁、兴乐。貞觀十七年（643年），从成都县东部划出蜀县，后改名华阳县。至德二载（757年）改蜀郡为成都府，成都县为府治。五代时，王建、孟知祥分别在成都建立前蜀、后蜀。宋朝时，为益州路（成都府路）路治。元朝时，为成都路治。明朝时，复为成都府治。洪武十年（1377年），新繁县省入成都县，十一年（1378年）封朱椿为蜀王于成都县、建蜀王府，十三年（1380年）复置新繁县。清康熙九年（1670年），华阳县并入成都县，雍正六年（1728年）复置。新唐书中成都县评价为次赤，元史中成都县评价为下，清史稿中成都县评价为冲、繁、难。
辛亥革命后，成都独立，成立大汉四川军政府，后与重庆蜀军政府合并，成立中华民国四川都督府。成都县为四川首府，隶西川道，后隶第一行政监察区。民国十七年（1928年），国民政府置省辖市成都市为四川省会，以成都、华阳两县城区为成都市市区，成都、华阳两县直辖乡村地区。1949年11月，中国人民解放军第二野战军发起西南战役。12月9日，云南省政府主席卢汉宣布云南起义。12日，民国政府四川地方派系的刘文辉、邓锡侯、潘文华宣布起义，使解放军迅速完成对成都的合围。27日，解放军在成都会师。30日，中国人民解放军第一野战军司令员贺龙率军进入成都城。其后，成都县隶属川西行政区下属的温江专区。
1952年6月，经政务院批准，撤销成都县，其行政區域分別併入成都市和温江专区溫江縣、新都縣、郫縣、新繁縣4縣。

## 行政區劃
清嘉庆年间，成都县境内东西袤三十五里，南北广五十里，与华阳县分治，县内关隘有沱江镇、蠶次镇、天迴镇，场市有驷马桥、天迴镇、三河场、金泉场、青龙场、崇义桥、两路口、太平场、复兴场、青羊场、苏坡桥、马家场共十二处，编户二十团里，分为六甲，共有三十四保。城内有衚衕三十二条。
成都縣撤销前，共辖2个镇、14个乡、3个区公所：
- 城關鎮（鎮公所設在茶店子）
- 第一區（區公所設在土橋）：西城鄉、青蘇鄉、清溪鄉、金泉鄉、萬福鄉、太平鄉
- 第二區（區公所設在祟義橋）：崇義鄉、仁義鄉、安靖鄉、復興鄉
- 第三區（區公所設在天回鎮）：三河鄉、天回鄉、青龍鄉、駟馬鄉

1952年6月，经政务院批准，撤销成都县，原屬成都縣城区与太平、天回二乡划入成都市，青苏乡划归温江县，祟義(今大豐)、復興(今斑竹園鄉一部分)二鄉及仁義鄉的新四村划入新繁縣，三河鄉（今三河街道）划入新都縣，金泉、万福、清溪、仁义、安靖五乡划入郫县。

## 人口
据清嘉庆十八年（1813年）县志载原额增添共69597户，男215237丁，妇171160口，共386397丁口。同治八年（1869年）查除乡间六甲不计外，有23757户，男53320丁，女29463口。康熙六十年（1721年）迁湖北荆州满洲蒙古八旗共2000余户、5000余名，至同治十年（1871年）共有4500余户、13700余名。

## 教育
成都县内有数个知名书院，如墨池书院、芙蓉书院、少城书院等。成都县籍知名进士有：
- 杨察，北宋景祐元年（1034年）甲戌科第二名
- 杨寘，北宋庆历二年（1042年）壬戌科状元（三元及第）
- 文允中，元至正十一年（1351年）辛卯科左榜状元